# Ґуркі (Клобуцький повіт)
Ґуркі (пол. Górki) — село в Польщі, у гміні Пшистайнь Клобуцького повіту Сілезького воєводства.
Населення — 214 осіб (2011).
У 1975-1998 роках село належало до Ченстоховського воєводства.

## Демографія
Демографічна структура станом на 31 березня 2011 року:
|          | Загалом | Допрацездатний вік | Працездатний вік | Постпрацездатний вік |
| -------- | ------- | ------------------ | ---------------- | -------------------- |
| Чоловіки | 103     | 22                 | 68               | 13                   |
| Жінки    | 111     | 24                 | 59               | 28                   |
| Разом    | 214     | 46                 | 127              | 41                   |